# Lophostigma plumosum
Lophostigma plumosum är en kinesträdsväxtart som beskrevs av Ludwig Radlkofer. Lophostigma plumosum ingår i släktet Lophostigma och familjen kinesträdsväxter. Inga underarter finns listade i Catalogue of Life.